# Турнір претенденток 2024
Турнір претенденток 2024 — жіночий шаховий турнір за участі 8 шахісток, який визначив претендентку на участь у матчі за звання чемпіонки світу із шахів серед жінок. Він проходив з 3 до 22 квітня 2024 року в Торонто (Канада), вперше разом із відкритим турніром.  
Турнір відбувався за подвійною круговою системою. Переможницею турніру стала Тань Чжун'ї, цим вона здобула право зіграти в матчі за звання чемпіонки світу з шахів проти чинної чемпіонки Цзюй Веньцзюнь.

## Кваліфікація
Вісьмома гравчинями, які пройшли кваліфікацію, є:
| Метод кваліфікації                                           | гравець                            | Вік            | Рейтинг        | Місце          |
| Метод кваліфікації                                           | гравець                            | (квітень 2024) | (квітень 2024) | (квітень 2024) |
| ------------------------------------------------------------ | ---------------------------------- | -------------- | -------------- | -------------- |
| Віцечемпіонка Чемпіонату світу серед жінок 2023              | Лей Тінцзє                         | 27 років       | 2550           | 4              |
| Двоє найкращих учасниць Гран-прі ФІДЕ серед жінок 2022/23    | Катерина Лагно (переможниця)       | 34 роки        | 2542           | 6              |
| Двоє найкращих учасниць Гран-прі ФІДЕ серед жінок 2022/23    | Олександра Горячкіна (друге місце) | 25 років       | 2553           | 3              |
| Троє найкращих учасниць жіночого Кубку світу 2023            | Нургюл Салімова (друге місце)      | 20 років       | 2432           | 36             |
| Троє найкращих учасниць жіночого Кубку світу 2023            | Анна Музичук (третє місце)         | 34 роки        | 2520           | 8              |
| Двоє найкращих гравчинь у Великій швейцарці серед жінок 2023 | Рамешбабу Вайшалі(переможниця)     | 22 роки        | 2475           | 15             |
| Двоє найкращих гравчинь у Великій швейцарці серед жінок 2023 | Тан Чжун'ї (третє місце)           | 32 роки        | 2521           | 7              |
| Найвищий рейтинг на січень 2024 р.                           | Конеру Гампі                       | 37 років       | 2546           | 5              |

1. 1 2  Російські учасниці грають під прапором ФІДЕ, оскільки ФІДЕ заборонило прапори Росії та Білорусі на своїх турнірах у відповідь на російське вторгнення в Україну.[6]
2. 1 2  Олександра Горячкіна перемогла на Кубку світу, але вже кваліфікувалася з Гран-прі. Її місце зайняла спортсменка з найвищим рейтингом ФІДЕ за січень 2024 року, яка зіграла хоча б 30 ігор.
3. ↑  Анна Музичук посіла друге місце у Великій швейцарці серед жінок 2023, але вже здобула місце через Кубок світу. Відповідно до правил, її місце перейшло до наступної найвищої учасниці Великої швейцарки, яка ще не кваліфікувалася (Тан Чжун'ї з третім місцем).[7]

Найпомітнішою відсутньою гравчинею є колишня чемпіонка світу Хоу Іфань, жінка з найвищим рейтингом у світі. Хоу майже припинила брати участь в турнірах з 2018 року і не виконала вимогу щодо 30 партій, щоб отримати кваліфікацію за рейтингом.
Деякий час у нерозголошених учасниць турніру (ймовірно, індійських та російських спортсменок) були проблеми з отриманням візи, що змусило ФІДЕ звернутися до влади Канади та визначити запасне місце в Іспанії, проте зрештою всі учасниці отримали візи (аналогічна ситуація була з учасниками відкритого турніру).

## Організація
У турнірі бере участь 8 гравчинь, які гратимуть за подвійною круговою системою, тобто буде 14 раундів, у яких кожна учасниця зустрінеться з кожною іншою двічі: один раз граючи чорними фігурами, другий білими. Переможниця турніру отримає право зіграти з Цзюй Веньцзюнь на Чемпіонаті світу.
Учасниці з однієї федерації повинні зіграти одна з одною в перших раундах обох половин, щоб уникнути змови у вирішальних іграх. Серед претенденток 2024 року це стосується попарно: Катерини Лагно та Олександри Горячкіної, які представляють ФІДЕ; Лей Тінджі та Тан Чжун'ї, які представляють Китай; і Рамешбабу Вайшалі та Конеру Гампі, які представляють Індію. Вони зустрінуться в 1 і 8 раундах.

### Правила
Контроль часу становить 90 хвилин для перших 40 ходів та 30 хвилин для решти партії плюс 30-секундний приріст на кожен хід, починаючи з першого. Гравчині отримують 1 очко за перемогу, ½ очка за нічию і 0 очок за поразку. Нічия за згодою неможлива до завершення 40 ходу.
Тай-брейки за перше місце вирішуються таким чином: 
- Гравчині зіграють дві швидкі партії по 15 хвилин плюс 10 секунд на хід. Якщо відбулася нічия від трьох до шести сторін, буде зіграно один круговий раунд. Якщо сім або вісім гравчинь будуть рівними, зіграється одна кругова система з лімітом часу 10 хвилин плюс 5 секунд на хід.
- Якщо після партій у швидкі шахи все ще буде нічия за перше місце, учасниці зіграють дві бліц-партії по 3 хвилини плюс 2 секунди на хід. У разі нічиєї більше ніж двох гравчинь відбудеться один круговий раунд.
- Якщо після цих бліц-шахів досі буде нічия за першість, гравчині зіграють у бліц-турнірі з вибуванням з таким же контролем часу. У кожному міні-матчі запропонованого турніру з вибуванням гравчиня, яка першою виграє гру, виграє міні-матч.

Нічиї за інші місця будуть вирішені за, по порядку: (1) коефіцієнтом Бергера; (2) загальна кількість перемог; (3) рахунок у матчах одна проти одної; (4) жеребкування.
Призові гроші становлять 24 000 євро за перше місце, 18 000 євро за друге і 12 000 євро за третє (гравчині з однаковою кількістю очок ділять призові гроші, незалежно від тай-брейків), плюс 1 750 євро за щопівочка для кожної учасниці, із загальним призовим фондом 250 000 євро. 

### Розклад
Тури починаються о 14:30 за місцевим часом (21:30 за Києвом).
| Дата                 | Подія                                         |
| -------------------- | --------------------------------------------- |
| Середа, 3 квітня     | Церемонія відкриття                           |
| Четвер, 4 квітня     | Раунд 1                                       |
| П'ятниця, 5 квітня   | Раунд 2                                       |
| Субота, 6 квітня     | Раунд 3                                       |
| Неділя, 7 квітня     | Раунд 4                                       |
| Понеділок, 8 квітня  | Відпочинок                                    |
| Вівторок, 9 квітня   | Раунд 5                                       |
| Середа, 10 квітня    | Раунд 6                                       |
| Четвер, 11 квітня    | Раунд 7                                       |
| П'ятниця, 12 квітня  | Відпочинок                                    |
| Субота, 13 квітня    | Раунд 8                                       |
| Неділя, 14 квітня    | Раунд 9                                       |
| Понеділок, 15 квітня | Раунд 10                                      |
| Вівторок, 16 квітня  | Відпочинок                                    |
| Середа, 17 квітня    | Раунд 11                                      |
| Четвер, 18 квітня    | Раунд 12                                      |
| П'ятниця, 19 квітня  | Відпочинок                                    |
| Субота, 20 квітня    | Раунд 13                                      |
| Неділя, 21 квітня    | Раунд 14                                      |
| Понеділок, 22 квітня | Тай-брейки (якщо потрібно) Церемонія закриття |

## Результати

### Результати ігор
ФІДЕ оголосила парування на турнір у березні 2024 року. Дебюти в іграх вказано за The Week in Chess. 
| Раунд 1 (4 квітня 2024)  | Раунд 1 (4 квітня 2024) | Раунд 1 (4 квітня 2024) | Раунд 1 (4 квітня 2024)                  |
| ------------------------ | ----------------------- | ----------------------- | ---------------------------------------- |
| Олександра Горячкіна     | ½–½                     | Катерина Лагно          | B30 Сицилійський захист, Россолімо       |
| Анна Музичук             | ½–½                     | Нургюл Салімова         | C43 Захист Петрова                       |
| Лей Тінцзє               | 0–1                     | Тань Чжун'ї             | D35 Відхилений ферзевий гамбіт, розмінна |
| Рамешбабу Вайшалі        | ½–½                     | Конеру Гампі            | C53 Італійська партія                    |
| Раунд 2 (5 квітня 2024)  |                         |                         |                                          |
| Катерина Лагно           | ½–½                     | Конеру Гампі            | C88 Іспанська партія, закритий захист    |
| Тань Чжун'ї              | 1–0                     | Рамешбабу Вайшалі       | A45 Атака Тромповського                  |
| Нургюл Салімова          | ½–½                     | Лей Тінцзє              | D22 Прийнятий ферзевий гамбіт            |
| Олександра Горячкіна     | 1–0                     | Анна Музичук            | D10 Слов'янський захист                  |
| Раунд 3 (6 квітня 2024)  |                         |                         |                                          |
| Анна Музичук             | ½–½                     | Катерина Лагно          | C88 Іспанська партія, закритий захист    |
| Лей Тінцзє               | ½–½                     | Олександра Горячкіна    | C51 Гамбіт Еванса                        |
| Рамешбабу Вайшалі        | 1–0                     | Нургюл Салімова         | C42 Захист Петрова                       |
| Конеру Гампі             | ½–½                     | Тань Чжун'ї             | D02 Дебют ферзевого пішака               |
| Раунд 4 (7 квітня 2024)  |                         |                         |                                          |
| Катерина Лагно           | ½–½                     | Тань Чжун'ї             | B92 Сицилійський Найдорфа, 6. Сe2        |
| Нургюл Салімова          | 1–0                     | Конеру Гампі            | E06 Каталонський початок                 |
| Олександра Горячкіна     | ½–½                     | Рамешбабу Вайшалі       | D33 Захист Тарраша                       |
| Анна Музичук             | ½–½                     | Лей Тінцзє              | C01 Французький захист, розмінний        |
| Раунд 5 (9 квітня 2024)  |                         |                         |                                          |
| Лей Тінцзє               | ½–½                     | Катерина Лагно          |                                          |
| Рамешбабу Вайшалі        | ½–½                     | Анна Музичук            |                                          |
| Конеру Гампі             | ½–½                     | Олександра Горячкіна    |                                          |
| Тань Чжун'ї              | ½–½                     | Нургюл Салімова         |                                          |
| Раунд 6 (10 квітня 2024) |                         |                         |                                          |
| Рамешбабу Вайшалі        | 0–1                     | Катерина Лагно          |                                          |
| Конеру Гампі             | 0–1                     | Лей Тінцзє              |                                          |
| Тань Чжун'ї              | 1–0                     | Анна Музичук            |                                          |
| Нургюл Салімова          | 0–1                     | Олександра Горячкіна    |                                          |
| Раунд 7 (11 квітня 2024) |                         |                         |                                          |
| Катерина Лагно           | ½–½                     | Нургюл Салімова         |                                          |
| Олександра Горячкіна     | ½–½                     | Тань Чжун'ї             |                                          |
| Анна Музичук             | ½–½                     | Конеру Гампі            |                                          |
| Лей Тінцзє               | 1–0                     | Рамешбабу Вайшалі       |                                          |

| Раунд 8 (13 квітня 2024)  | Раунд 8 (13 квітня 2024) | Раунд 8 (13 квітня 2024) | Раунд 8 (13 квітня 2024) |
| ------------------------- | ------------------------ | ------------------------ | ------------------------ |
| Катерина Лагно            | ½–½                      | Олександра Горячкіна     |                          |
| Нургюл Салімова           | ½–½                      | Анна Музичук             |                          |
| Тань Чжун'ї               | 0–1                      | Лей Тінцзє               |                          |
| Конеру Гампі              | 1–0                      | Рамешбабу Вайшалі        |                          |
| Раунд 9 (14 квітня 2024)  |                          |                          |                          |
| Конеру Гампі              | ½–½                      | Катерина Лагно           |                          |
| Рамешбабу Вайшалі         | 0–1                      | Тань Чжун'ї              |                          |
| Лей Тінцзє                | ½–½                      | Нургюл Салімова          |                          |
| Анна Музичук              | ½–½                      | Олександра Горячкіна     |                          |
| Раунд 10 (15 квітня 2024) |                          |                          |                          |
| Катерина Лагно            | ½–½                      | Анна Музичук             |                          |
| Олександра Горячкіна      | 0–1                      | Лей Тінцзє               |                          |
| Нургюл Салімова           | 0–1                      | Рамешбабу Вайшалі        |                          |
| Тань Чжун'ї               | ½–½                      | Конеру Гампі             |                          |
| Раунд 11 (17 квітня 2024) |                          |                          |                          |
| Тань Чжун'ї               | 1–0                      | Катерина Лагно           |                          |
| Конеру Гампі              | 1–0                      | Нургюл Салімова          |                          |
| Рамешбабу Вайшалі         | 1–0                      | Олександра Горячкіна     |                          |
| Лей Тінцзє                | ½–½                      | Анна Музичук             |                          |
| Раунд 12 (18 квітня 2024) |                          |                          |                          |
| Катерина Лагно            | ½–½                      | Лей Тінцзє               |                          |
| Анна Музичук              | 0–1                      | Рамешбабу Вайшалі        |                          |
| Олександра Горячкіна      | ½–½                      | Конеру Гампі             |                          |
| Нургюл Салімова           | ½–½                      | Тань Чжун'ї              |                          |
| Раунд 13 (20 квітня 2024) |                          |                          |                          |
| Нургюл Салімова           | ½–½                      | Катерина Лагно           |                          |
| Тань Чжун'ї               | ½–½                      | Олександра Горячкіна     |                          |
| Конеру Гампі              | ½–½                      | Анна Музичук             |                          |
| Рамешбабу Вайшалі         | 1–0                      | Лей Тінцзє               |                          |
| Раунд 14 (21 квітня 2024) |                          |                          |                          |
| Катерина Лагно            | 0–1                      | Рамешбабу Вайшалі        |                          |
| Лей Тінцзє                | 0–1                      | Конеру Гампі             |                          |
| Анна Музичук              | ½–½                      | Тань Чжун'ї              |                          |
| Олександра Горячкіна      | ½–½                      | Нургюл Салімова          |                          |

### Очки за раундом
В таблиці вказано різницю між кількістю перемог та поразок станом на кожен раунд. Зеленим кольором щораунду показано гравчинь з найвищою кількістю очків, червоним — тих, хто вже не може виграти турнір.
| Місце | Гравчиня                    | Раунди | Раунди | Раунди | Раунди | Раунди | Раунди | Раунди | Раунди | Раунди | Раунди | Раунди | Раунди | Раунди | Раунди |
| Місце | Гравчиня                    | 1      | 2      | 3      | 4      | 5      | 6      | 7      | 8      | 9      | 10     | 11     | 12     | 13     | 14     |
| ----- | --------------------------- | ------ | ------ | ------ | ------ | ------ | ------ | ------ | ------ | ------ | ------ | ------ | ------ | ------ | ------ |
| 1     | Тань Чжун'ї (Китай)         | +1     | +2     | +2     | +2     | +2     | +3     | +3     | +2     | +3     | +3     | +4     | +4     | +4     | +4     |
| 2     | Конеру Гампі (Індія)        | =      | =      | =      | –1     | –1     | –2     | –2     | –1     | −1     | −1     | =      | =      | =      | +1     |
| 3     | Лей Тінцзє (Китай)          | –1     | –1     | –1     | –1     | –1     | =      | +1     | +2     | +2     | +3     | +3     | +3     | +2     | +1     |
| 4     | Рамешбабу Вайшалі (Індія)   | =      | –1     | =      | =      | =      | –1     | –2     | –3     | −4     | −3     | −2     | –1     | =      | +1     |
| 5     | Олександра Горячкіна (ФІДЕ) | =      | +1     | +1     | +1     | +1     | +2     | +2     | +2     | +2     | +1     | =      | =      | =      | =      |
| 6     | Катерина Лагно (ФІДЕ)       | =      | =      | =      | =      | =      | +1     | +1     | +1     | +1     | +1     | =      | =      | =      | –1     |
| 7     | Нургюл Салімова (Болгарія)  | =      | =      | –1     | =      | =      | –1     | –1     | –1     | −1     | −2     | −3     | –3     | –3     | –3     |
| 8     | Анна Музичук (Україна)      | =      | –1     | –1     | –1     | –1     | –2     | –2     | –2     | −2     | −2     | −2     | –3     | –3     | –3     |

### Турнірна таблиця
| Місце | Гравчиня                    | Очки     | КБ    | Перемоги |
| ----- | --------------------------- | -------- | ----- | -------- |
| 1     | Тань Чжун'ї (Китай)         | 9 / 14   | 60,5  | 5        |
| 2     | Конеру Гампі (Індія)        | 7,5 / 14 | 52,25 | 3        |
| 3     | Лей Тінцзє (Китай)          | 7,5 / 14 | 52    | 4        |
| 4     | Рамешбабу Вайшалі (Індія)   | 7,5 / 14 | 47,5  | 6        |
| 5     | Олександра Горячкіна (ФІДЕ) | 7 / 14   | 47    | 2        |
| 6     | Катерина Лагно (ФІДЕ)       | 6,5 / 14 | 45    | 1        |
| 7     | Нургюл Салімова (Болгарія)  | 6,5 / 14 | 39,5  | 1        |
| 8     | Анна Музичук (Україна)      | 6,5 / 14 | 38,75 | 0        |

## Зовнішні посилання
- Офіційний сайт, ФІДЕ
- Регламент жіночого турніру ФІДЕ 2024, ФІДЕ